# Microsoft Azure

Microsoft Azure (uttal: [ˈæʒər]) är en molnplattform från Microsoft som används för att skapa och vara värd för webbapplikationer via Microsofts datacenter. Windows Azure Platform klassas som en plattformstjänst och är en stor del av Microsofts strategi kring molntjänster och deras software as a service-tjänst Microsoft Online Services. Plattformen består av olika on demand-tjänster som tillhandahålls i Microsofts datacenter och som erbjuds under tre olika produktvarumärken. Dessa är Windows Azure (ett molnbaserat operativsystem), SQL Azure (en molnbaserad version av Microsoft SQL Server) och Windows Azure AppFabric (en samling tjänster som stöder applikationer både i och utanför molnet).
Microsoft har även uttryckt planer på att erbjuda något kallat Windows Azure Platform Appliance som kan användas i datacenter från andra leverantörer än Microsoft. Detta skulle möjliggöra att återförsäljare som HP, Dell, Fujitsu och Ebay skulle kunna erbjuda molntjänster baserade på Microsoft Azure.

## Översikt
Windows Azure Platform är en applikationsplattform i molnet som låter Microsofts datacenter vara värd för och köra applikationer. Plattformen erbjuder operativsystemet ”Windows Azure” som fungerar som ett körsystem för applikationerna och erbjuder en uppsättning av tjänster som möjliggör utveckling, styrning och värdskap av applikationer på distans. Alla tjänster i Azure och applikationer byggda med hjälp av dem körs ovanpå Windows Azure. 
Windows Azure har tre kärnkomponenter: Compute, Storage och Fabric. Compute erbjuder en körningsmiljö med Web Role och Worker Role. Storage erbjuder skalbar lagring. 
Fabric (Windows Azure Fabric) utgör grunden för plattformen i form av ett nätverk av sammankopplade noder som servrar, uppkopplingar och switchar. Konceptuellt påminner det repetitiva mönstret av noder och sammankopplingar om ett vävt tyg. Compute och Storage är delar av Fabric. 
Resurser och applikationer i Fabric samt tjänster som körs på dessa resurser hanteras av tjänsten Windows Azure Fabric Controller. Denna fungerar som kärna i det distribuerade operativsystemet och erbjuder schemaläggning, resursallokering samt hantering av tillbehör och bristande tolerans för noderna i Fabric. Den erbjuder även högnivåmodeller för hantering av applikationslivscykeln inklusive installation, övervakning, uppdatering och avaktivering. 
Windows Azure Platform erbjuder ett API, byggt utifrån REST, HTTP och XML, som låter utvecklaren interagera med de tjänster som erbjuds i Windows Azure. Microsoft har även släppt ett klassbibliotek som innefattar de funktioner som kan interagera med tjänsterna. Det är även integrerat i Visual Studio så att det kan användas som integrerad utvecklingsmiljö för utveckling och publicering av applikationer på Azure. Windows Azure blev tillgängligt kommersiellt den 1 februari 2010. 
Windows Azure har även Content Delivery Network-tjänster som ett alternativ.

## Implementation
Windows Azure platform använder ett specialiserat operativsystem kallat Windows Azure för att köra sitt ”Fabric-lager”.  Windows Azure har beskrivits som ett molnlager ovanpå en mängd Windows Server-system som använder Windows Server 2008 och en anpassad version av Hyper-V, Windows Azure Hypervisor, för att virtualisera tjänster.
Plattformen inkluderar fem tjänster — Live Services, SQL Azure, AppFabric, SharePoint Service och Microsoft Dynamics CRM —  som utvecklare kan använda för att bygga de applikationer som de vill köra i molnet. Ett klientbibliotek och verktyg förknippade med detta tillhandahålls även för utveckling av molnapplikationer i Visual Studio. Skalbarhet och reliabilitet kontrolleras av Windows Azure Fabric Controller för att säkerställa att tjänsterna och miljön inte kraschar om någon av servrarna i Microsofts datacenter skulle gå ner.
Azure Services Platform kan köra .NET-applikationer kompilerade för CLR och samtidigt ge stöd för ASP.NET-ramverket och associerade deployment-metoder. Plattformen ger även stöd för webbplatser i PHP. Två stycken Software Development Kits har gjorts tillgängliga för interoperabilitet med Azure Services: Java SDK för AppFabric och Ruby SDK för AppFabric. Dessa möjliggör för utvecklare av applikationer i Java och Ruby att integrera med AppFabric Internet-tjänsten. 

## Datacenter
En del datacenter har servrar grupperade inuti containrar, varje kan innehålla 1800-2500 servrar.
Datacentren är placerade i:
- Nordamerika
  - Norra-centrala USA - Chicago, IL
  - Södra-centrala USA - San Antonio, TX
- Asien
  - Ostasien - Hong Kong, Kina
  - Sydostasien - Singapore
- Europa
  - Västra Europa - Amsterdam, Nederländerna
  - Norra Europa - Dublin, Irland

CDN-noderna finns i 17 olika länder.

## Integritet
Microsoft har uppgett att den amerikanska regeringen enligt USA Patriot Act kan få tillgång till uppgifter på Azure även om värdföretaget inte är amerikanskt och uppgifterna finns utanför USA. För att hantera integritets- och säkerhetsrelaterade problem har Microsoft skapat Microsoft Azure Trust Center, och flera av Microsoft Azures tjänster är kompatibla med efterlevnadsprogram, inklusive ISO 27001:2005 och HIPAA. Microsoft Azure har beviljats JAB provisorisk auktoritet att operera (P-ATO) från den amerikanska regeringen i enlighet med riktlinjer som anges under Federal Risk and Authorization Management Program (FedRAMP), ett program för amerikansk regering som tillhandahåller en standardiserad metod till säkerhetsbedömning, auktorisering och kontinuerlig övervakning för molntjänster som används av den federala regeringen.